# محوطه حصار
محوطه حصار در شهرستان قزوین، بخش طارم سفلی، روستای حصار واقع شده و این اثر در تاریخ ۲۸ فروردین ۱۳۸۰ با شمارهٔ ثبت ۳۷۳۷ به‌عنوان یکی از آثار ملی ایران به ثبت رسیده است.